# Mittelalterliche Universität

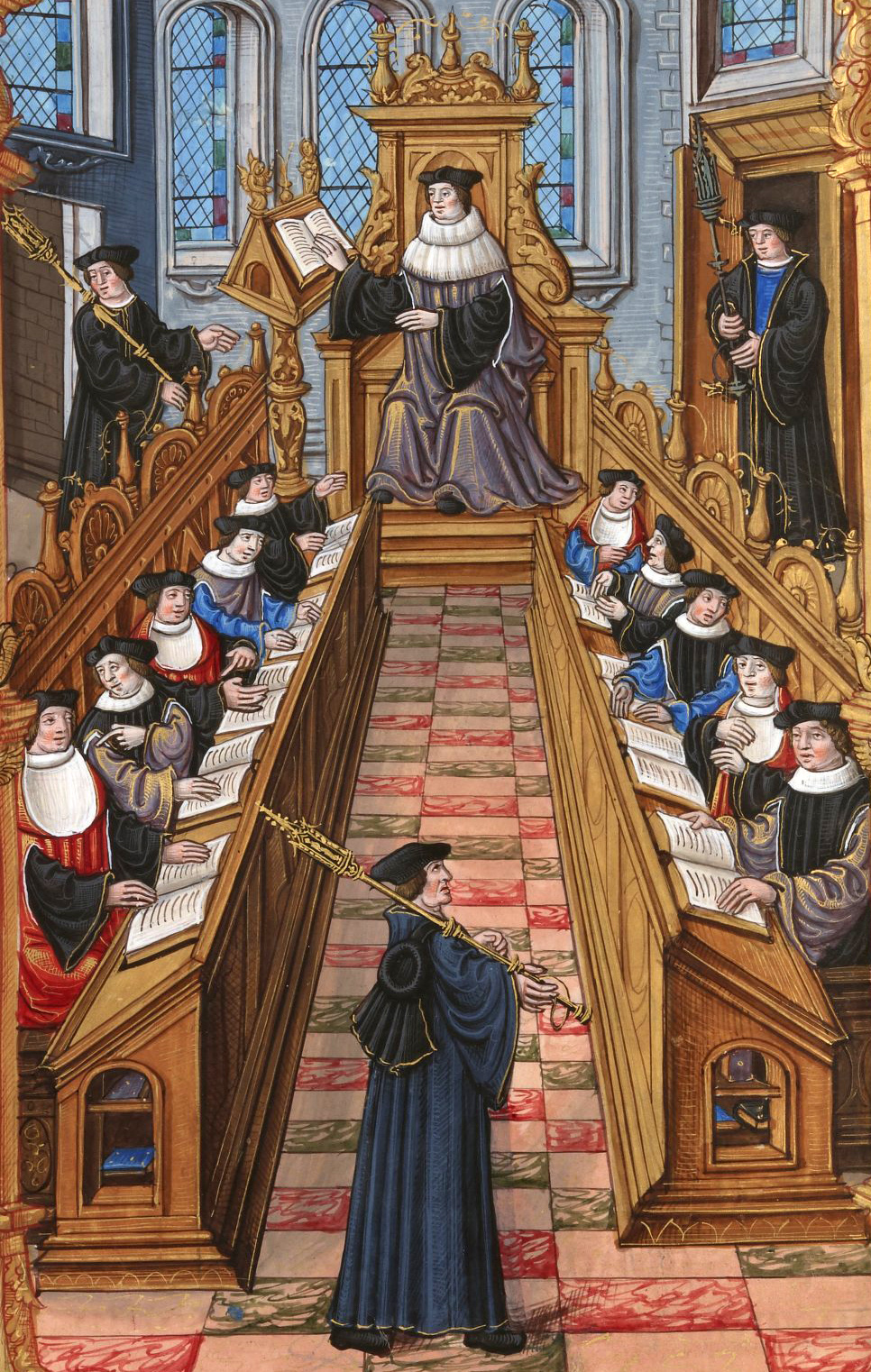
Zusammenkunft von Doktoren an der Universität von Paris

Die mittelalterliche Universität ist eine Einrichtung der höheren Bildung, die im Hochmittelalter entstand und im Spätmittelalter zu ihrer vollen Entfaltung kam.
Die ersten Bildungsstätten im mittelalterlichen Europa, die die Bezeichnung Universität trugen, wurden in Italien, Frankreich und England im späten 11. und im 12. Jahrhundert eingerichtet. Ihr Ziel war die Vermittlung von Wissen auf den Gebieten der Sieben Freien Künste, des Rechts, der Medizin und der Theologie. Diese Universitäten entwickelten sich aus dem älteren Schulwesen. Es ist schwer zu sagen, wann sie zu echten Universitäten wurden, obwohl die Liste der Studia Generalia einen hilfreichen Ansatzpunkt darstellt.
Das Wort universitas wurde ursprünglich nur auf die scholastische Gilde innerhalb eines studium angewandt, also auf die Gemeinschaft der Studierenden und Magister. Der Begriff wurde ursprünglich immer durch eine Ergänzung präzisiert, etwa universitas magistrorum, universitas scholarium oder universitas magistrorum et scholarium. Im Spätmittelalter begann man den Begriff universitas ohne solche näheren Bestimmungen zu verwenden. Es wurde darunter ausschließlich eine sich selbst verwaltende Gemeinschaft von Lehrenden und Scholaren verstanden, deren Körperschaft von den weltlichen bzw. geistlichen Autoritäten anerkannt wurde.
Siehe Liste der mittelalterlichen Universitäten für einen Überblick über alle Gründungen bis zum Jahr 1500.

## Geschichte

### Ursprünge

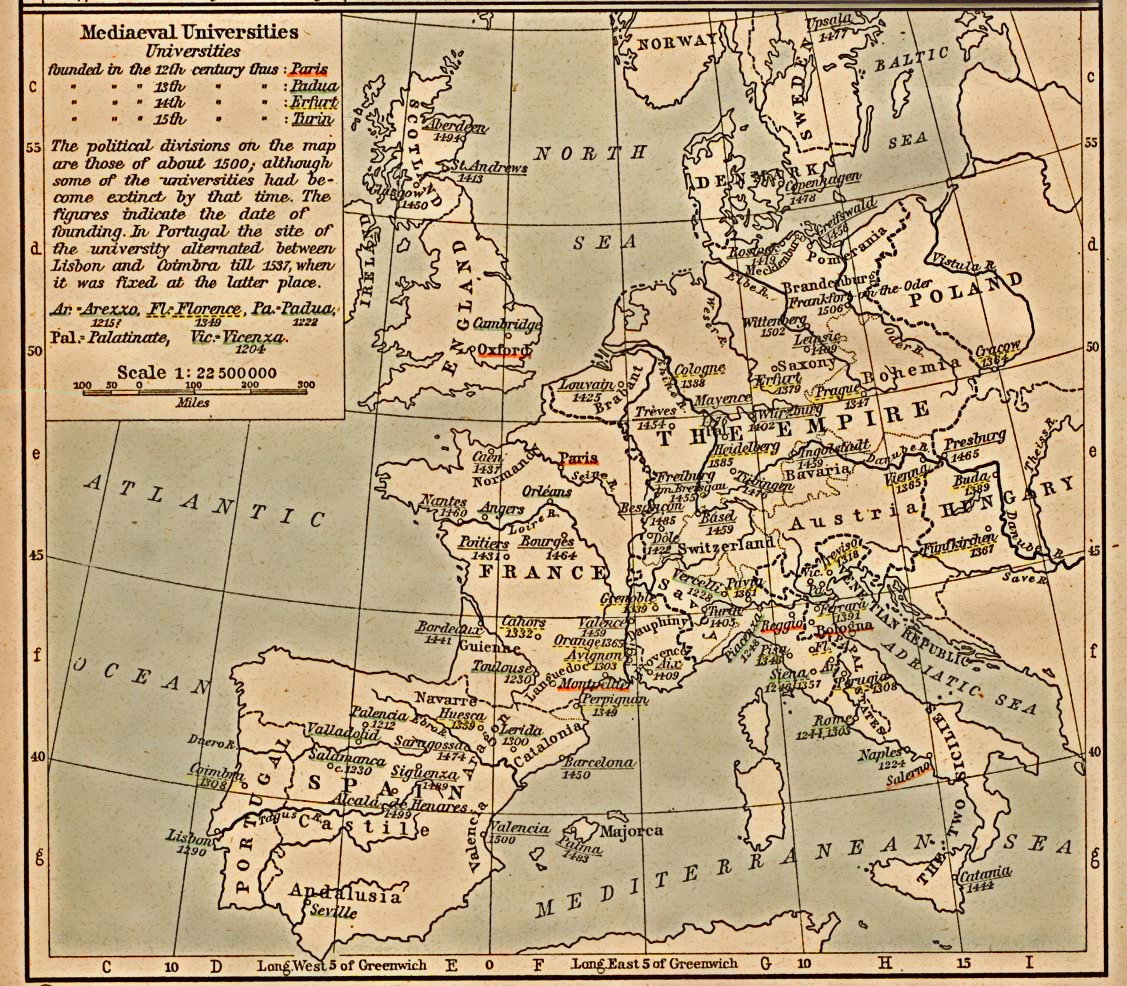
Karte mittelalterlicher Universitäten von 1923

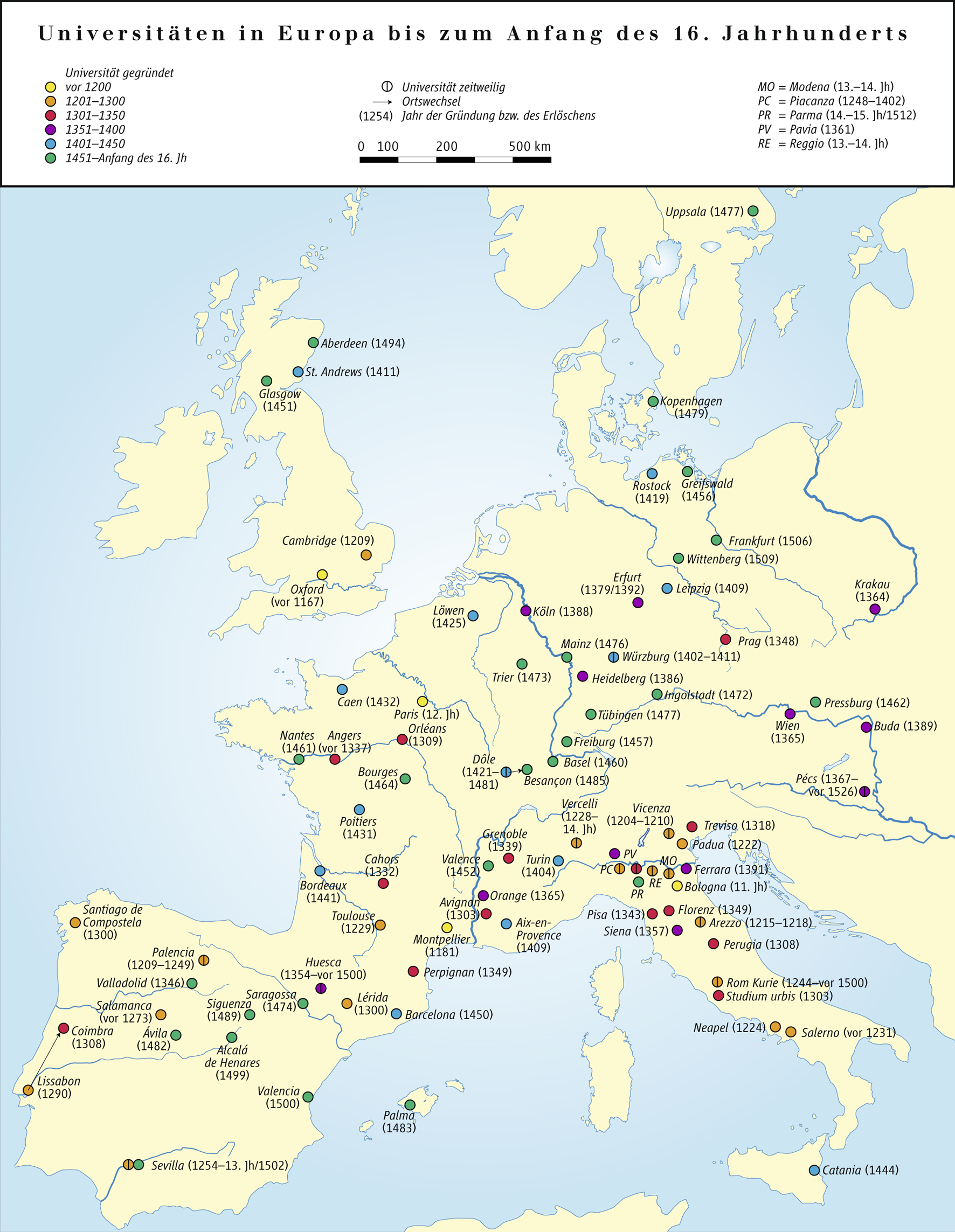
Karte mittelalterlicher Universitäten von 1979

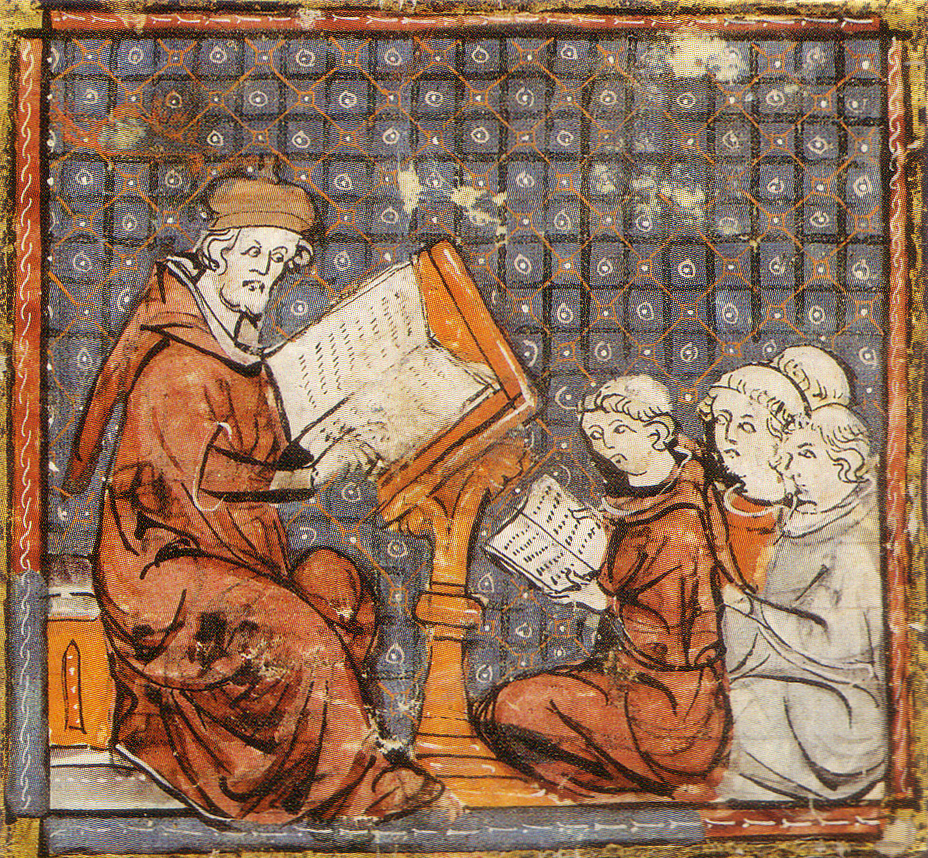
Lehre in Paris des späten 14. Jahrhunderts. Grandes Chroniques de France: Die Studenten mit Tonsur sitzen am Boden

Die Ursprünge der Universität vielerorts in Europa liegen in den christlichen Klosterschulen und Domschulen, in denen seit dem 6. Jahrhundert n. Chr. Mönche und Nonnen Unterricht gaben. Die Universität gilt als eine klassisch europäische Schöpfung, die im mittelalterlichen Westeuropa entstanden ist.

„Die Universität ist eine, ja die europäische Institution par excellence: Als Gemeinschaft von Lehrenden und Lernenden, ausgestattet mit besonderen Rechten der Selbstverwaltung, der Festlegung und Ausführung von Studienplänen und Forschungszielen sowie der Verleihung öffentlich anerkannter akademischer Grade ist sie eine Schöpfung des europäischen Mittelalters...Keine andere europäische Institution hat wie die Universität mit ihren überlieferten Strukturen und ihren wissenschaftlichen Leistungen in der ganzen Welt universale Geltung erlangt. Die Titel der mittelalterlichen Universität, Bakkalaureat, Lizenziat, Magistergrad, Doktorat, werden in den unterschiedlichsten politischen und ideologischen Systemen anerkannt.“

Die erste Universität, die Bildungsabschlüsse verlieh, war die Universität Bologna (gegründet 1088).
Universitäten des Mittelalters wurden auch durch den Ethos der Gotik beeinflusst: Sie hatten das Ziel, mittelalterliche Gemeinschaften (Städte) oder Gilden aufzubauen. Mit der anwachsenden Arbeitsteilung der Gesellschaften des 12. und 13. Jahrhunderts ergab sich auch ein verstärkter Bedarf an Klerikern. Vor dem 12. Jahrhundert hatte das intellektuelle Leben Europas an den Klöstern stattgefunden, die sich im Wesentlichen mit den Studien der Liturgie und des Gebetes befassten. Nur wenige Klöster konnten echte Intellektuelle hervorbringen. Nachdem die Gregorianischen Reformen verstärktes Augenmerk auf das Kanonische Recht sowie des Sakraments legten, gründeten Bischöfe Domschulen um die Geistlichen in Kanonischem Recht, aber auch in säkularen Aspekten der Kirchenverwaltung, wie der Logik, der Rhetorik und der Buchhaltung zu trainieren, welches der Predigt und der theologischen Diskussion, aber auch einer effektiven Finanzverwaltung zugutekommen sollte. Lernen wurde zu einem entscheidenden Element, um in der Kirchenhierarchie nach oben zu gelangen, und Lehrer gewannen gleichermaßen an Ansehen. Allerdings überstieg die Nachfrage schon bald die Kapazitäten der Kathedral-Schulen, welche im Wesentlichen von einem Lehrer geführt worden waren. Zusätzlich begannen sich zwischen den Studenten der Kathedrals-Schulen und der Bürgern kleinerer Städte Spannungen zu entwickeln, was zu ihrer Verlagerung in größere Städte wie Paris und Bologna führte.
Die ersten Universitäten in Europa (Universität Bologna (1088), Universität von Paris (1160), Universität Oxford (1167), Universität Cambridge (1209), Universität Palencia (1212), Universität Salamanca (1218), Universität Montpellier (1220), Universität Padua (1222), Universität Toulouse (1229) und die Universität Orléans (1235)) begannen als private Unternehmungen von Lehrern und ihrer Schüler. Diese ersuchten die Machthaber um Privilegien, und diese Verfahrensweise breitete sich aus. Kaiser Friedrich I. Barbarossa gab in Authentica Habita (1155) die ersten Privilegien an Studenten in Bologna. In einem weiteren Schritt verbot Papst Alexander III. 1179 den Meistern der Kirchenschulen, Gebühren für die Vergabe der Lizenz zur Lehre (licentia docendi) zu verlangen, und verpflichtete sie, diese Lizenz an qualifizierte Lehrer auszugeben, d. h. an solche, die Prüfungen bei erfahreneren Lehrern bestanden haben.

### Etablierung
Die Universität in Paris gilt als Vorgänger der modernen Universitäten, insbesondere unter dem Einfluss von Petrus Abaelardus, dem Autor von Sic et Non („Ja und Nein“), ein Buch, in welchem er Texte für universitäre Studien sammelte. Die Magister gestalteten die universitas nach dem Modell der mittelalterlichen Gilde als selbstverwaltete, ständige Einrichtung der höheren Bildung. Die Universität Paris wurde zu einer der ersten eingerichteten Universitäten, als Papst Gregor IX. die Bulle Parens Scientiarium verkündete (1231).
Der revolutionäre Schritt bestand darin, dass neben den bestehenden studium generale und der universitas (der Gemeinschaft aus Studenten und Lehrern) nun die Autonomie hinzutrat. „Die päpstliche Bulle von 1233, in der verkündet wurde, dass jeder, der als Lehrer in Toulouse arbeiten durfte, auch anderswo ohne weitere Prüfungen (ius ubique docendi) lehren durfte, verwandelte dieses Privileg in das wichtigste Charakteristikum der Universität und machte es zum Symbol seiner institutionellen Autonomie ... Bis zum Jahr 1292 fühlten sich sogar die zwei ältesten Universitäten, Bologna und Paris, gedrängt, ähnliche Bullen von Papst Nikolaus IV. zu ersuchen.“
Im 13. Jahrhundert wurde bereits die Hälfte der höchsten Kirchenämter (Äbte, Erzbischöfe, Kardinäle) und über ein Drittel der zweithöchsten Ämter mit Magistern besetzt.
Die Entwicklung der mittelalterlichen Universität ging mit der verbreiteten Einführung der Lehren des Aristoteles einher; der Einfluss des Platonismus bzw. Neuplatonismus ging im Spätmittelalter zurück.

## Charakteristika

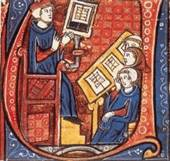
Seminar in einer mittelalterlichen Universität, bebildertes Manuskript aus dem 13. Jahrhundert.

Ursprünglich hatten mittelalterliche Universitäten keinen Campus. Seminare fanden statt, wo Platz verfügbar war, wie etwa in Kirchen oder Privathäusern. Eine Universität war nicht der physische Ort, sondern die Gemeinschaft der Individuen, die sich als universitas verbunden hatten. Bald jedoch begannen einige Universitäten (wie etwa die Universität Cambridge), Räumlichkeiten speziell für die Lehre zu kaufen oder zu mieten.
Universitäten waren in drei Typen gegliedert, je nachdem, wer die Lehrenden bezahlte. Der erste Typus war der der Universität Bologna, bei der Studenten die Lehrer bezahlten. Der zweite Typus ist der der Universität Paris, bei welchem die Lehrer durch die Kirche finanziert wurden. Oxford und Cambridge wurden vor allem durch die Krone und den Staat bezahlt, was ihnen ermöglichte, die Auflösung der Klöster und der darauf folgenden Auflösung aller weiterer katholischer Einrichtungen in England ab dem Jahre 1538 zu überstehen.
Diese strukturellen Unterschiede brachten weitere Charakteristika hervor. In Bologna bestimmten Studenten den Lauf der Dinge -- eine Tatsache, die den Lehrenden großen Druck und Nachteile brachte. In Paris wurde die Schule von Lehrern geführt, wodurch es zum Anziehungspunkt für Lehrende aus ganz Europa wurde. In Paris war zudem Theologie das Hauptfach, also lag die Kontrolle der vergebenen Abschlüsse in der Hand einer externen Autorität, dem Kanzler der Diözese. In Bologna, wo Studenten weltliche Studienfächer wählten, war Jura das Hauptfach.
Bis zu einem Bakkalaureat musste bis zu sechs Jahre lang studiert werden. Bis zu 12 weitere waren für die Erreichung eines Magister oder Doktorats-Abschlusses notwendig. Die ersten sechs Jahre wurden durch die Artistenfakultät organisiert. Hier wurden die sieben freien Künste gelehrt: Arithmetik, Geometrie, Astronomie, Musiktheorie, Grammatik, Logik und Rhetorik. Das Hauptaugenmerk lag auf der Logik.
Nach dem Erreichen des Baccalaureus Artium konnte der Student die Universität verlassen oder weitere Studien in einer der folgenden Fakultäten fortführen: Jura, Medizin oder Theologie, und darin einen Magister oder den Doktorgrad erlangen. Theologie hatte dabei das größte Ansehen und war das schwierigste dieser Fächer. Ursprünglich hatten nur wenige Universitäten theologische Fakultäten, weil die Päpste eine strenge Kontrolle über das Studium der Theologie ausüben wollten. Bis zur Mitte des 14. Jahrhunderts wurde deshalb ein universitäres Studium der Theologie nur in Paris, Oxford, Cambridge und Rom zugelassen. Erst die Gründung der Universität in Prag (1347) beendete ihr Monopol und folgend erhielten auch andere Universitäten das Recht, theologische Fakultäten einzurichten.
Kurse wurden dabei nicht nach Thema, sondern nach Buchinhalten organisiert. Zum Beispiel könnte ein Kurs sich mit einem Buch von Aristoteles befassen oder einem Buch der Bibel. Kurse waren außerdem nicht wählbar. Das Kursangebot war gegeben, und jeder Student musste dieselben Kurse besuchen. Es gab allerdings beizeiten die Möglichkeit, den Lehrer auszuwählen.

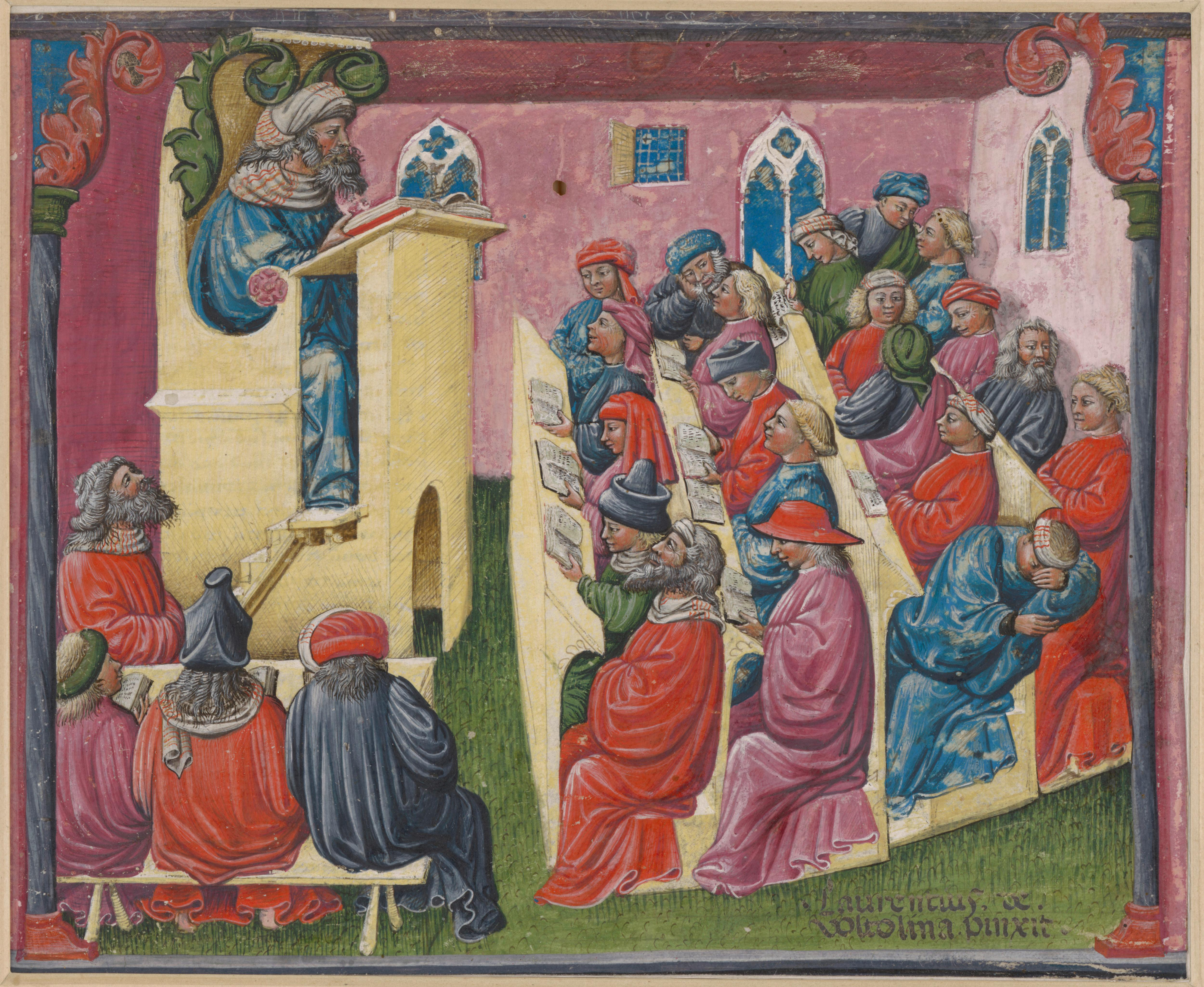
Universitäts-Kurs (1350er Jahre).

Studenten begannen mit etwa 14 oder 15 Jahren an der Universität zu studieren. Die Klassen begannen üblicherweise um 05:00 oder 06:00 morgens. Studenten standen unter dem gesetzlichen Schutz der Geistlichkeit, was bedeutete, dass ihnen kein physisches Leid zugetan werden durfte. Sie mussten sich nur vor einem Kirchengericht verantworten und waren daher immun gegenüber der Körperstrafe. Dies gab der Studentenschaft die Freiheit, in städtischer Umgebung ungestraft Gesetze zu brechen – eine Tatsache, die vielerlei Missbrauch hervorrief: Diebstahl, Vergewaltigung und Mord waren unter Studenten, die keine ernsthaften Konsequenzen zu tragen hatten, nicht ungewöhnlich. Dies führte zu Spannungen mit weltlichen Autoritäten sowie zu regelmäßigen Konflikten zwischen Studenten und Bürgern. Die Studentenschaft führte auch manchmal „Streiks“, bei denen sie die Stadt für Jahre verließen. So geschehen im Jahr 1229 im Universitäts-Streik von Paris, als nach einem von Studenten ausgelösten Aufruhr mehrere Studenten starben. Die Universität trat in Streik und kehrte erst zwei Jahre später zurück.
Nachdem Studenten den rechtlichen Status von Mönchen hatten, welche nach kanonischem Recht nicht weiblich sein durften, waren Frauen an den Universitäten nicht zugelassen.
Ein verbreitetes Lehrbuch war das der Sentenzen (Libri Quattuor Sententiarum) von Peter Lombard. Theologiestudenten und -magister mussten als Teil ihres Curriculums ausschweifend Kommentare über diesen Text verfassen. Mittelalterliches Gedankengut in Philosophie und Theologie kann in den scholastischen Kommentierungen gefunden werden, da die Scholastik eine weit verbreitete Lehrmethode darstellte.